# 우크라이나 디아스포라
우크라이나 디아스포라(우크라이나어: Українська діаспора)는 세계 각지에 흩어져 있는 우크라이나 혈통을 가진 사람들을 지칭하는 것이다. 미국, 영국, 러시아, 캐나다, 오스트레일리아 등 각 국가별로 다양한 곳에 분포한다. 우크라이나어를 기본적으로 사용하는 사람들이 많으며, 그 외의 언어를 사용하기도 한다.

## 같이 보기
- 우크라이나계 미국인
- 우크라이나계 영국인
- 우크라이나계 캐나다인
- 우크라이나계 일본인
- 우크라이나계 러시아인
- 우크라이나계 우루과이인
- 우크라이나계 프랑스인
- 우크라이나계 호주인
- 우크라이나계 아르헨티나인
- 우크라이나계 카자흐스탄인
- 우크라이나계 우즈베키스탄인
- 우크라이나계 투르크메니스탄인
- 우크라이나계 타지키스탄인